# Empoli Football Club 1977-1978
Questa voce raccoglie le informazioni riguardanti l'Empoli Football Club nelle competizioni ufficiali della stagione 1977-1978.

## Rosa
| N. |                   | Ruolo | Calciatore         |
| -- | ----------------- | ----- | ------------------ |
|    | Italia (bandiera) | A     | Sergio Biliotti    |
|    | Italia (bandiera) | C     | Mario Cioni        |
|    | Italia (bandiera) | A     | Marco Ciulli       |
|    | Italia (bandiera) | D     | Luigi Dainese      |
|    | Italia (bandiera) | C     | Ettore Donati (II) |
|    | Italia (bandiera) | C     | Silvio Fantozzi    |
|    | Italia (bandiera) | C     | Maurizio Giornali  |
|    | Italia (bandiera) | C     | Paolo Guerrini     |
|    | Italia (bandiera) | D     | Maurizio Londi     |
|    | Italia (bandiera) | D     | Walter Malerba     |
|    | Italia (bandiera) | C     | Massimo Mancini    |

| N. |                   | Ruolo | Calciatore         |
| -- | ----------------- | ----- | ------------------ |
|    | Italia (bandiera) | D     | Giovanni Mariani   |
|    | Italia (bandiera) | P     | Maurizio Mori      |
|    | Italia (bandiera) | A     | Alessio Nencioni   |
|    | Italia (bandiera) | C     | Fabrizio Neri      |
|    | Italia (bandiera) | A     | Giuseppe Novellino |
|    | Italia (bandiera) | D     | Attilio Papis      |
|    | Italia (bandiera) | D     | Moreno Pellegrini  |
|    | Italia (bandiera) | P     | Giuseppe Pellicanò |
|    | Italia (bandiera) | C     | Gaetano Salvemini  |
|    | Italia (bandiera) | A     | Nicola Zanone      |
|    | Italia (bandiera) | C     | Osvaldo Zobbio     |